# У всьому винувата Заліна
«У всьому винувата Заліна» («Во всём виновата Залина») — радянський телефільм 1977 року, знятий режисером Робертом Меркуном на Північно-Осетинській студії телефільмів.

## Сюжет
Про молоду дівчину-меліоратора Заліну, яка приїхала працювати в колгосп у Північній Осетії.

## У ролях
- Інвета Моргоєва — Заліна, меліоратор (озвучила Елеонора Прохницька)
- Урузмаг Баскаєв — Бібо, тракторист (озвучив Лев Пригунов)
- Лідія Бесолова — Марина (озвучила Ольга Григор'єва)
- Анатолій Галаов — Солтанбег (озвучив Євген Красавцев)
- Алла Дзгоєва — Дунетхан, кухарка (озвучила Марія Виноградова)
- Кім Суанов — Долат, бригадир (озвучив Анатолій Кузнецов)
- Микола Саламов — Дзандар, дядько Бібо (озвучив Геннадій Юдін)
- Ісак Гогічев — Чермен, голова колгоспу (озвучив Віктор Рождественський)
- Маїрбек Цихієв — роль другого плану
- Анна Дзукаєва — тітка Бібо
- О. Цебоєв — роль другого плану
- Георгій Бекоєв — роль другого плану

## Знімальна група
- Режисер — Роберт Меркун
- Сценарист — Ахсарбек Агузаров
- Оператор — Валерій Льянов
- Композитор — Фелікс Алборов
- Художник — Тотрбек Басієв